# Istituto Nazionale di Statistica
Istituto Nazionale di Statistica (kratica: Istat) je talijanski državni statistički zavod.
Utemeljen je 1926. radi prikupljanja i vođenja podataka od koji su predmetom državnog interesa. 
Vođenje popisa stanovništva je jedna od zadaća ove ustanove.
Od 1989., Istat je dobio statutornu odgovornost za koordiniranje i standardiziranje službenih statistika prikupljenih ili objavljenih pod -------aegis--om državnog statističkog sustava SISTAN-a, u čijem radu sudjeluju i statistički uredi ministarstava, državnih agencija, regija, pokrajina, komuna, trgovinskih komora i sličnih tijela.

## ISTAT kodovi za općine
ISTAT kod za općine su prva tri broja koji predstavljaju pokrajinu, jedan je primjer 017xxx za pokrajinu Brescia.
- 001xxx - pokrajina Torino (Torino)
- 004xxx - pokrajina Cuneo
- 011xxx - pokrajina La Spezia
- 014xxx - pokrajina Sondrio
- 017xxx - pokrajina Brescia
- 018xxx - pokrajina Bergamo
- 019xxx - pokrajina Cremona
- 030xxx - pokrajina Bologna
- 035xxx - pokrajina Reggio Emilia
- 039xxx - pokrajina Ravenna
- 042xxx - pokrajina Macerata
- 043xxx - pokrajina Ancona
- 061xxx - pokrajina Caserta
- 063xxx - pokrajina Napulj
- 065xxx - pokrajina Salerno
- 70xx - pokrajina Aosta
- 082xxx - pokrajina Palermo
- 083xxx - pokrajina Caltanissetta
- 084xxx - pokrajina Agrigento
- 086xxx - pokrajina Enna

## Vanjske poveznice
- Istatove službene stranice
- Demografska stranica  Arhivirana inačica izvorne stranice od 22. lipnja 2017. (Wayback Machine) (engl.)